# Maximiliane Borzaga

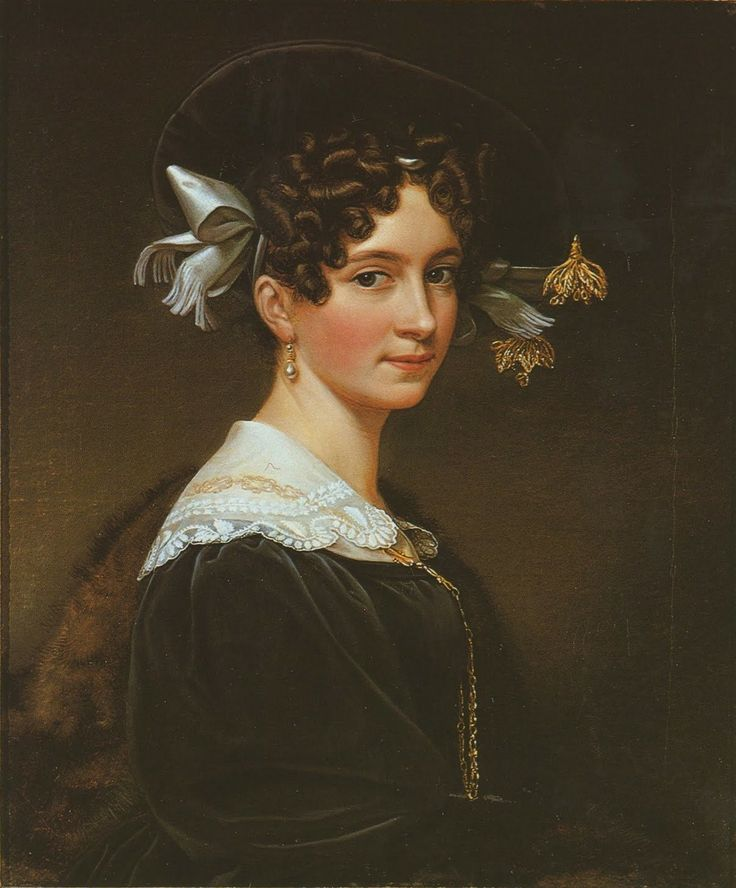
Maximiliane Borzaga

Maximiliane Borzaga (n. 1806, München - d. 15 mai 1837) a fost o frumusețe din München de origine italiană, al cărei portret apare în celebra galerie de frumuseți a regelui bavarez Ludwig I.

## Biografie
S-a născut în 1806 la München. Familia ei a trăit în Rochusgasse lângă Biserica Sfânta Treime. În jurul anului 1830 s-a căsătorit la Kreuth cu medicul Joseph Krämer. Împreună au avut un fiu și o fiică. Maximiliane a murit la 15 mai 1837, la vârsta de 31 de ani.
Pictorul curții, Joseph Karl Stieler, i-a început portretul din Galeria de frumuseți în aprilie 1826 și l-a terminat în iunie 1827. Acesta a fost unul dintre primele portrete pictate de artist în timpul celor 27 de ani de muncă pentru rege (1823-1850). Maximiliane a fost portretizată într-o rochie de catifea de culoare închisă cu guler de dantelă. Ea poartă un lanț de aur, o pălărie cu panglică de mătase, așezată înclinat pe buclele întunecate și la urechi poartă perle. Ea emană bogăție și noblețe. Imaginea este un exemplu despre cum regele Ludwig a fost fermecat de frumusețe, indiferent de barierele sociale.